# HOLIDAYS
『HOLIDAYS』（ホリデイズ）は、崎谷健次郎の通算7枚目のオリジナル・アルバム。1993年9月17日に発売された。

## 概要
『BOTANY OF LOVE』から実に1年8ヶ月ぶりの新作発表。崎谷の作品で初めて1年以上のインターバルを擁したアルバム。
これまでのカラー写真でのジャケットやアートワークとは異なり、モノクロームを基調としており、初めて崎谷が眼鏡やサングラスをしていない写真が採用されている。初の見開きデジパック仕様のジャケットである。
歌詞ブックレットも歌詞のみ掲載されたシンプルなものになっている。

## 制作
本作はセルフプロデュース作品ではあるが、『ambivalence』『BOTANY OF LOVE』と続いた自身による編曲のシェアが本作では大きく下がり、1992年7月に発売されたシングル「HEAVENLY SKY」、僅か10秒の作品「邂逅」、先行シングル「泣かなくていい」での武部聡志との共作を除いた全12曲のうち、9曲の編曲が外部の編曲家に委ねられているのも大きな特徴となっているが、その編曲のどれもが崎谷らしさをはっきり打ち出したものとなっており、クレジットを見なければ解らないほど遜色のない作品となっている。
作詞は1987年のアルバム『DIFFERNCE』以来6年ぶりに秋元康が2曲を手掛けた。次作『delicate』でも崎谷と秋元のコラボレーションは続くことになる。
全体にスローなリズムの楽曲が多く含まれており、従来のハウスを感じさせる楽曲は「届かないジェラシー」のみとなっている。1989年発表の「Because of Love」を思わせる壮大なバラード「OUR LIVES」、語りかけるような優しさに包まれた「あじさい」など、今までの崎谷が見せなかった新しさを本作では感じることが出来る。

## 2018年リマスター再発
2018年、デジタルリマスターされた音源が各配信サイトで入手可能となった。

## 収録曲
- 作詞・全作曲・編曲・プロデュース：崎谷健次郎（特記以外）／作詞：秋元康（2,10）
- 編曲：武部聡志（1）武部聡志・崎谷健次郎（2）倉田信雄（3,5,8,9）松本晃彦（6,11）鳥山雄司（10,12）

1. おだやかな愛があれば
2. 泣かなくてもいい
3. 君がいた休日
4. 邂逅（Instrumental）
5. 愛はいつも
6. 沈みゆくダイアモンド
7. HEAVENLY SKY
8. こわれものは君の涙
9. あじさい
10. 偶然の支配
11. 届かないジェラシー
12. OUR LIVES